# 竜江道
竜江道（りゅうこう-どう）は中華民国北京政府により設置された黒竜江省の道。

## 沿革
1914年（民国3年）5月に設置。道尹は竜江県に置かれ、下部に竜江、嫩江、大賚、肇州、安達、訥河、青岡、拝泉、肇東、呼倫、臚浜の11県及び泰来設治局、吉拉林設治局、西布特哈地方を管轄した。同年11月、呼倫、臚浜の両県及び吉拉林設治局が廃止、1915年（民国4年）4月に布西設治局、5月に景星設治局、8月には克山県が新設された。1916年（民国5年）2月、索倫山宣撫局（翌年3月に設治局に改称）、1917年（民国6年）8月に林甸県、1925年（民国14年）に依安設治局、明水設治局が設置された。1929年（民国18年）2月に廃止されている。

## 行政区画
廃止直前の下部行政区画は下記の通り。（50音順）
- 県
  - 安達県
  - 克山県
  - 青岡県
  - 大賚県
  - 肇州県
  - 肇東県
  - 訥河県
  - 嫩江県
  - 拝泉県
  - 竜江県
  - 林甸県
- 設治局
  - 依安設治局
  - 景星設治局
  - 索倫山設治局
  - 泰来設治局
  - 布西設治局
  - 明水設治局
- 地方
  - 西布特哈地方